# ヨハン・ファン・ベンタム

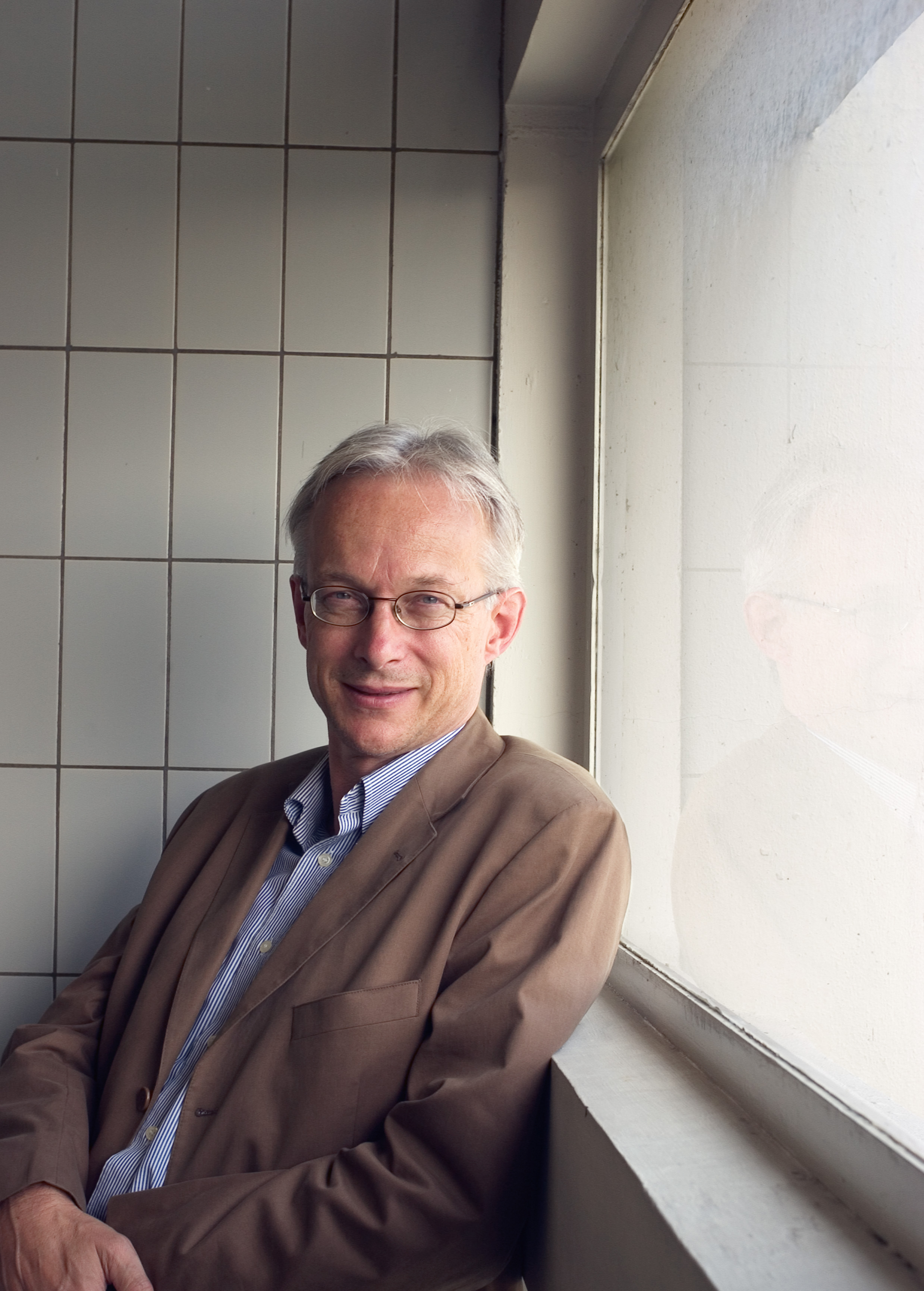

ヨハネス・フランシスカス・アブラハム・カレル・ファン・ベンタム（Johannes Franciscus Abraham Karel van Benthem、1949年6月12日 - ）は、オランダの論理学者。アムステルダム大学論理言語計算研究所論理学専攻卓越教授（universiteitshoogleraar）、スタンフォード大学言語情報研究センター教授。1996年、スピノザ賞受賞。

## 経歴・人物
アムステルダム大学から1969年に物理学で学士号、1972年に哲学で修士号、1973年に数学で修士号を取得。1977年、マルティン・レーブの指導の下、同大より博士号を修得した。
アムステルダム大学、フローニンゲン大学を経て、1986年にアムステルダム大学教授に就任。2003年まで務める。1992年、オランダ王立芸術科学院会員に選出さる。2014年9月、アムステルダム大学論理言語計算研究所を退職した。2015年、アメリカ芸術科学アカデミー国外フェローとして選出さる。
共同筆名、「L・T・F・Gamut」の一人である。
中国でも教鞭をとる。中欧米間の論理学者の国際的な協働を推進し、組織化に尽力している。

## 研究
様相論理の研究で知られる。ファン・ベンタムの定理（Van Benthem's Theorem）によれば、様相論理は双模倣性のもとで閉じた一階述語論理の断片である。
他に、
- 科学哲学
- 自然言語の論理構造（一般化量化子、範疇文法、部分構造論理の証明論）
- 動的論理（dynamic logic）
- 更新論理（update logic）
- ゲーム理論への論理学の応用
- ゲーム意味論（論理学へのゲーム理論の応用）

を研究分野とする。

## 著作
- Logic in action, North Holland, 1991
- Handbook of Logic and Language, ed. with Alice ter Meulen, Elsevier/MIT Press, 1997
- Modal Logic: A Semantic Perspective, with Patrick Blackburn
- Logic in Games, MIT Press, January 2014